# Glenn Sanders
Glenn Sanders (* 20. Jahrhundert) ist ein ehemaliger US-amerikanischer Radrennfahrer.

## Sportliche Laufbahn
Sanders war Straßenradsportler. 1983 gewann er die Vuelta de Bisbee und wurde Dritter der Guatemala-Rundfahrt. Im Amateurrennen der UCI-Straßen-Weltmeisterschaften 1985 wurde er als 25. bester Fahrer aus den USA. 1986 kam er beim Sieg von Thurlow Rogers im Mammoth Classic auf den dritten Platz. 
1985 startete er mit der Nationalmannschaft bei mehreren Rennen in Europa. Im Giro d’Italia Giovani Under 23 holte er dabei einen Etappensieg.
1989 wurde er hinter Scott Moninger Zweiter im Etappenrennen Redlands Bicycle Classic.